# Venus (2022)
Venus (bra: Vênus; prt: Venus) é um filme espanhol de 2022, dos gêneros terror e suspense, dirigido por Jaume Balagueró, e estrelado por Ester Expósito. O roteiro de Balagueró e Fernando Navarro foi baseado no conto "The Dreams in the Witch House" (1933), de H. P. Lovecraft.
A trama retrata a história de uma dançarina que começa a ser perseguida por mafiosos e refugia-se no apartamento de sua irmã e sobrinha, que abriga forças sobrenaturais.

## Sinopse
Lucía (Ester Expósito), uma dançarina, rouba uma bolsa repleta de comprimidos do clube noturno onde trabalha e começa a ser perseguida por mafiosos. Para despistá-los, ela se esconde no apartamento de sua irmã Rocío (Ángela Cremonte) e de sua sobrinha Alba (Inéz Fernández), em Villaverde. Problemas maiores surgem quando ela percebe que o lugar onde decidiu se refugiar parece abrigar uma ameaça mais poderosa do que os homens que a estão caçando.

## Elenco
- Ester Expósito como Lucía
- Ángela Cremonte como Rocío
- Inés Fernández como Alba
- Fernando Valdivielso como Moro
- Federico Aguado como Salinas
- Francisco Boira como Calvo
- Magüi Mira como Marga
- Aten Soria como Romina
- María José Sarrate como Rosita
- Alejandra Meco como Nina
- Sonsoles Benedicto como Tia Galga
- Sofía Reyes como Olivia
- Pedro Bachura como Arruza

## Produção
O filme foi anunciado como parte do selo de filmes de terror The Fear Collection II, criado em conjunto pela Pokeepsie Films e Sony Pictures em associação com a Amazon Prime Video. O projeto foi apresentado no Festival de Cinema de Sitges em outubro de 2021, com a participação do diretor Jaume Balagueró, da protagonista Ester Expósito, além de Álex de la Iglesia, Carolina Bang, Ricardo Cabornero e Iván Losada.
Balagueró, que disse que o projeto continha muito "terror, sangue, aberrações e pessoas terrivelmente más", escreveu o roteiro ao lado de Fernando Navarro. A história foi baseada no conto "The Dreams in the Witch House" (1933), de H. P. Lovecraft, embora a locação tenha sido alterada para um cenário de "cidade suja e moderna" nos arredores de Madrid.
Pablo Rosso foi designado para ser o diretor de fotografia, enquanto Luis de la Madrid ficou responsável pela edição. As filmagens começaram em novembro de 2021, em Madrid. Depois, as gravações moveram-se para Toledo, no bairro de Santa María de Benquerencia, conhecido popularmente como El Polígono. As filmagens já haviam terminado por volta de fevereiro de 2022.

## Lançamento

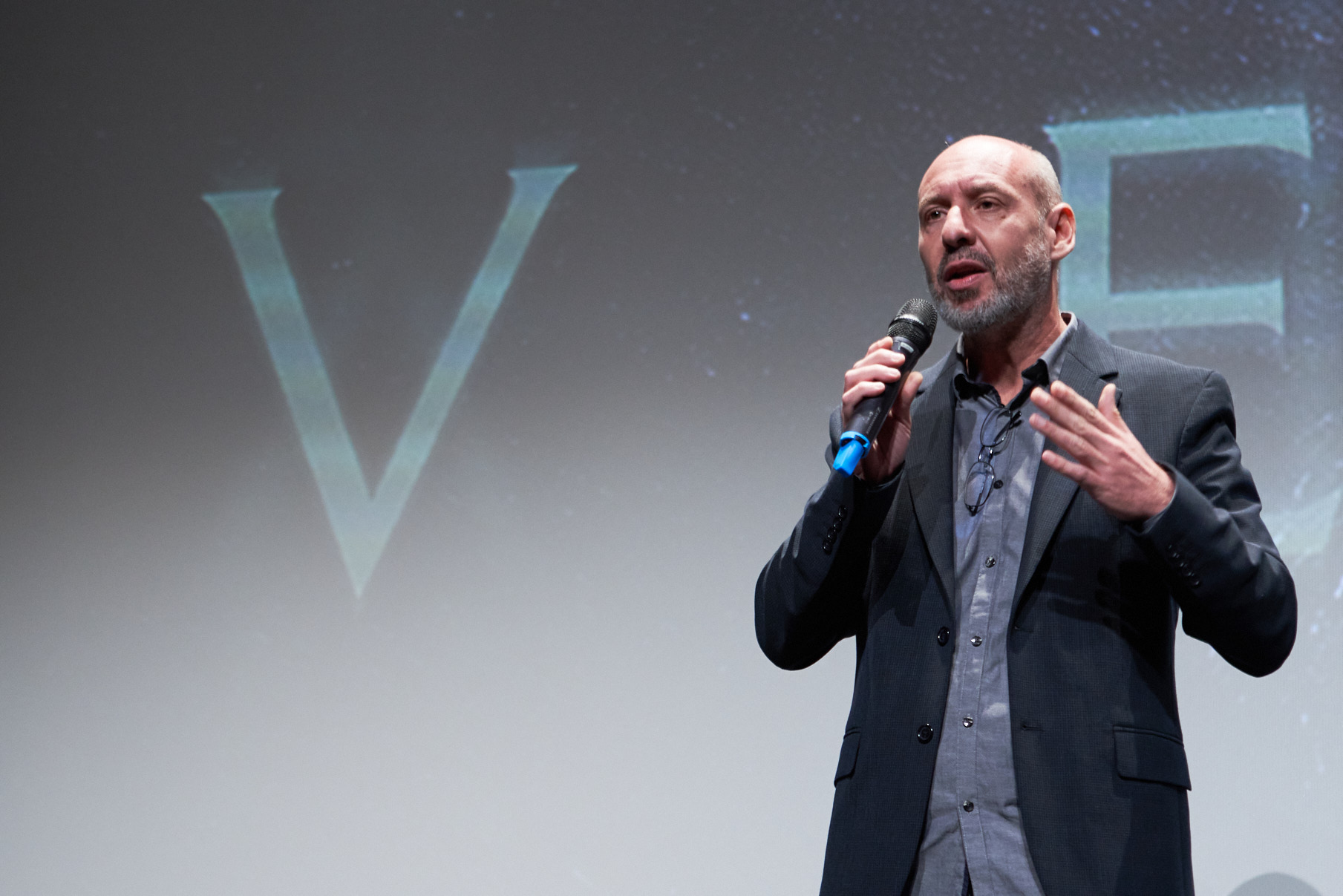
Balagueró apresentando o filme durante o Festival de Cinema de Fantasia e Terror de San Sebastián em novembro de 2022.

A pré-estreia do filme aconteceu na seção Midnight Madness, do Festival Internacional de Cinema de Toronto, em setembro de 2022. Nos Estados Unidos, a produção estreou no Fantastic Fest, um festival anual de cinema no Texas, em 23 de setembro de 2022. Da mesma forma, o filme foi exibido na abertura do 55.º Festival de Cinema de Sitges, em 6 de outubro de 2022.
Na Espanha, o filme foi lançado nos cinemas em 2 de dezembro de 2022 pela Sony Pictures. No Brasil, o filme estreou na plataforma HBO Max em 1.º de setembro de 2023.

## Recepção
Marcelo Milici, do website Boca do Inferno, deu ao filme 3/5 estrelas, dizendo que o filme não foi feito pelo "Balagueró dos bons tempos", e "nem muito menos traz a assinatura de la Iglesia, mas é uma investida interessante em um enredo de boas possibilidades".
Meagan Navarro, do website Bloody Disgusting, deu ao filme 3,5/5 estrelas, descrevendo-o como um "filme de ação e terror elegante e descontraído, muito mais memorável por suas emoções intensas do que por seus sustos cósmicos".
Shelagh Rowan-Legg, do website Screen Anarchy, considerou-o um "filme altamente divertido com terror, crime, toneladas de sangue", "senhoras velhas incríveis e espertas, uma criança fofa e uma heroína impressionante".
Raquel Hernández Luján, para a revista HobbyConsolas, classificou o filme com 58/100 pontos ("mais ou menos"), destacando o comprometimento absoluto de Expósito com seu papel e o sólido design de produção como elementos positivos, ao mesmo tempo em que lamentava o que restava da história original e a falta de terror cósmico, apontando também que o filme poderia ter se beneficiado ao não se levar tão a sério.
Ricardo Rosado, para a revista Fotogramas, considerou que o filme, embora "repleto de boas intenções", luta para encontrar o tom certo em meio à história de pastiche, também avaliando que Ester Expósito faz o seu melhor, carregando o peso das cenas. No entanto, o filme tem dificuldade em encontrar seu público. Por outro lado, Desirée de Fez, também revisando a produção para a revista Fotogramas, classificou o filme com 4/5 estrelas, destacando o "tributo às (muitas) mulheres do cinema de terror" e Ester Expósito como os melhores aspectos do filme ao mesmo tempo que o considera "frenético e brutal", reunindo a característica marcante das obras de Balagueró: "a busca por imagens envenenadas que conceitual e formalmente envolvem o horror".
Miguel Ángel Romero, para a revista Cinemanía, classificou o filme com 3,5/5 estrelas, considerando-o um retorno "triunfante" de Balagueró às suas origens no terror, exibindo sua capacidade de transformar o suspense em fantasia e horror.
No Rotten Tomatoes, site agregador de críticas, 71% das 14 críticas do filme são positivas, com uma classificação média de 6,1/10.